# Перуанські Анди
Перуанські Анди — ділянка Анд, що визначається як Анди на території Перу, найчастіше за винятком її найпівденнішої частини, що входить до Центральних Анд (де Анди розширюються, утворюючи плато Пуна), тобто приблизно між 5° і 14°30' південної широти. Перуанські Анди поділяються на три головних хребта або кордильєри: Східну (що у свою чергу поділяється на хребти Кордильєра-де-Вільканота, Кордильєра-де-Вількабамба, Кордильєра-де-Урубамба, Кордильєра-де-Карабая та інші), Центральну та Західну (з вершинами на відстані 100—150 км від узбережжя, найвищі в хребті Кордильєра-Бланка). Ці хребти сходяться разом на вузлах Вільнакота, Паско і Лоха.
Перуанські Анди досягають 320 км завширшки та займають біля третини території Перу. Десять вершин на цій ділянці піднімаются вище за 6100 м, а найвища — Гуаскаран — досягає 6768 м. В південній частині часті вулкани, найвідоміший з яких — Ель-Місті (5822 м), що визвишається над містом Арекіпа.
На східних схилах часті дощі, через що вони ізрізані численними глибикими річковими долинами та утворюють хаотичне скупчення гострих хребтів та долин глибиною до 3000 м. Тут беруть початок кілька головних проток Амазонки, таких як Мараньйон і Укаялі. Тут мешкають індіанці, що за традиційною технологією використовують для посівів гірські тераси та вузькі смужки долин уздовж річок.